# Сатьяварапу Нага Парамешвара Гупта

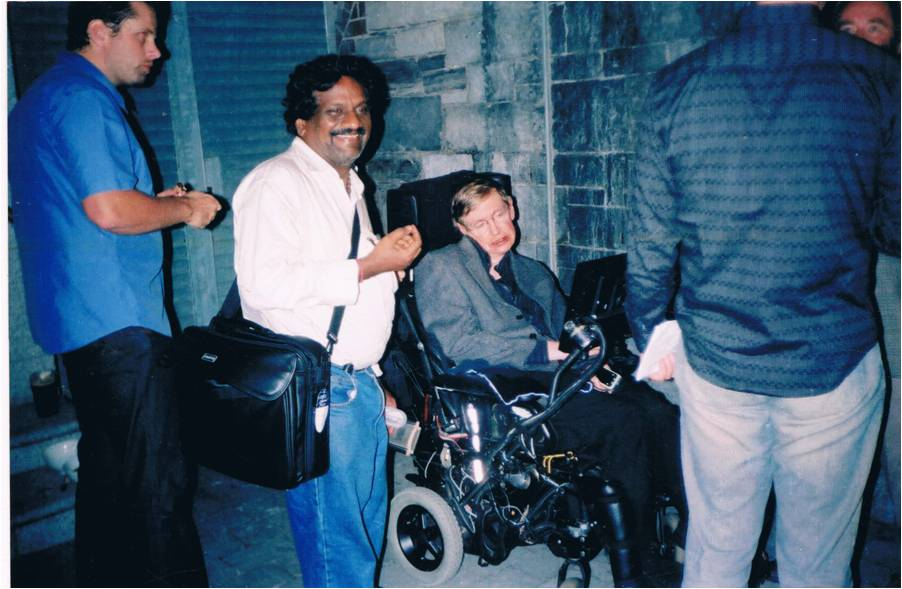
SNP. Gupta with the famous scientist Stephen hawking

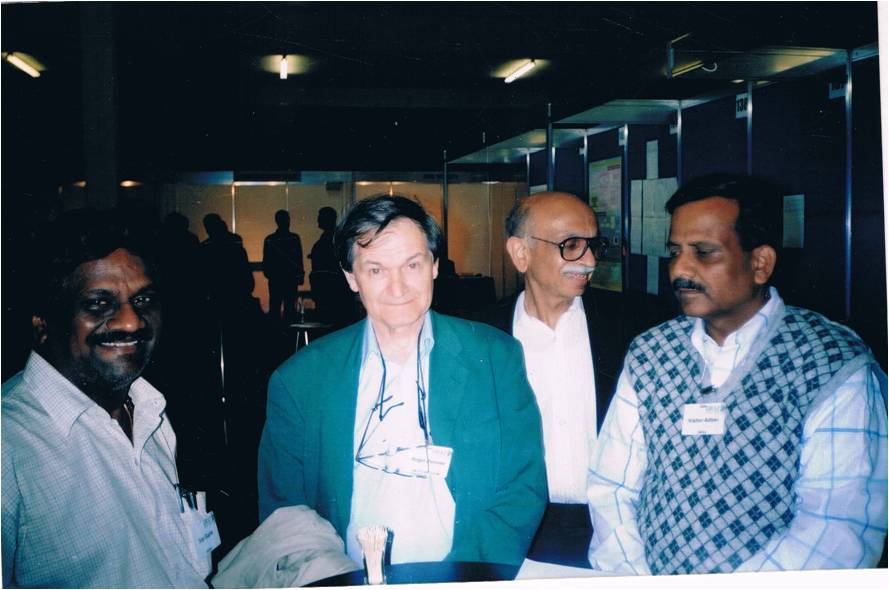
Leading scientist Penrose with SNP. Gupta

Сатьяварапу Нага Парамешвара Гупта (1954 ) — математик в області космічних тіл, астрофізик і космолог. СНП Гупта працював на Бхілайському металургійному комбінаті й Дургапурському заводі стали Індії. Вийшов у відставку в серпні 2014 року з посади помічника генерального директора. СНП Гупта став відомий як той, що сам кинув виклик теоріям відомих вчених в області астрофізики Стівену Хокінгу і Роджеру Пенроузу.

## Біографія
СНП Гупта народився у 1954 році в штаті Андхра-Прадеш (Індія). СНП Гупта здобув ступінь бакалавра в галузі електротехніки в 1976 році в університеті в Анантапурському коледжі Технологічного університету ім. Джавахарлала Неру (JNT). Він був відмінником у коледжі. 10 березня 1977 СНП Гупта пішов працювати на Бхілайський металургійний комбінат (SAIL), почав свою кар'єру з позиції інженера-електрика з технічного обслуговування. Він пішов у відставку з позиції помічника генерального директора 31 серпня 2014 року в віці 60 років Хоча за фахом він інженер-електрик, СНП Гупта завжди був допитливим і займався дослідженнями таємниць астрофізики й космології. Спочатку йому дали ім'я «Сатьяварапу Баала Шеша Парамешвара Віяла Венкат Сатьянараяна Гупта». Пізніше його батько змінив його ім'я на «Сатьяварапу Нага Парамешвара Гупта», позаяк раніше його ім'я було набагато довше, ніж вільний простір в списку при вступі в коледж, вчитель в школі запропонував дати йому більш коротке ім'я. СНП Гупта родом з Какінада, Східного Годавари, Андхра-Прадеш. Ім'я діда було Сатьяварапу Парамешвара Рао, який працював в Імперському банку Індії. Ім'я бабусі Сьямаламба. Він народився в Сатьяварапу Суббарао і Сіта Маха Лакшмі. Оскільки його бабуся і дідусь померли у ранньому віці, його батько, щоб його сестри могли вийти заміж, а також дбаючи про свою сім'ю, пішов працювати. Батько також стежив за тим, щоб його діти були добре освічені, і присвятив їм своє життя. Його батько працював в Імперському банку, тепер Державний банк Індії. У дитинстві СНП. Гупта жив в різних місцях, позаяк його батька по роботі переводили в різні міста. З другого по п'ятий клас він навчався в Баттіпролу, і в Тірувуру з шостого по восьмий клас, а закінчив навчання в Разолі. Гупта одружився з Савітрі Сатьяварапу. У них двоє синів. Старший син Сатьяварапу Субба Вамші Крішна одружився з Віба Сатьяварапу, і у них дочка Медхі Сатьяварапу. СНП Гупта працює інженером-програмістом в Каліфорнії, США. Молодшого сина звуть Сатьяварапу Коті Шеша Миники Кірон, і він одружений з Сіїтал Сатьяварапу. У них теж дочка Айра Сатьяварапу. Вони обидва працюють в галузі програмного забезпечення в Філадельфії, США. Під час свого перебування в TIRUVURU (Андхра-Прадеш, Індія) СНП Гупта був під впливом наукових книг. Його улюбленими книгами були популярні книги про науку з бібліотеки авторів на його рідній мові телугу таких, як Махідхара Налін Мохан і "Нандурі Рамамохана Рао. Багато популярні російські наукові книги продавалися в Індії дуже дешево, і він використовував цей момент, купував їх і читав. Наприклад, книги, написані російськими авторами, такими, як Яків Перельман, написаної у двох частинах на телугу «nityajivitanlo bhatika shastram, trikki lekkalu» («Фізика це весело» і «Цікава математика» англійською мовою). СНП Гупта робив невеликі експерименти по книзі «Фізика це весело» для розуміння фізики й він розвинув в собі інтерес, пристрасть і цікавість до фізики. Деякі експерименти, наприклад, як зробити телескоп, використовуючи труби з картону, йому не вдалися через проблеми паралакса і витоку світла.

## Дослідження
Під час свого курсу на інженерному факультеті СНП Гупта зацікавився електронікою і, нарешті, взяв патент по електроніці / комп'ютерні сервери в Індії/. Продукти, які використовують нову технологію сервера, як описано в його патенті, зможуть працювати в 100000 разів швидше, ніж в сучасних серверах. СНП Гупта продовжує свої дослідження і досліджує різні аспекти космології. СНП Гупта зустрічався з багатьма всесвітньо відомими вченими, математиками й фізиками, такими як Стівеном Хокінгом і Роджером Пеннроузом. У 2004 році він обговорював зі Стівеном Хокінгом існування чорних дір. СНП Гупта брав участь в міжнародних конференціях в Лондоні, Дубліні (2004), де Стівен Хокінг і Роджер Пеннроуз репрезентували свої теорії. На одній з таких конференцій «GR — 17 Міжнародний наукова конференція», яка відбулася 18-23 липня 2004 року в Дубліні, СНП Гупта також познайомив зі своїми дослідженнями. Теорія Великого вибуху, запропонована Стівеном Хокінгом, має уявну вісь часу, перпендикулярну до осі поточного часу, і т. д. Такі поняття теорії Великого вибуху не є вірними відповідно до Динамічної моделі Всесвіту (Моделі Всесвіту Гупти). Гупта стверджує, що відповідно до результатів, які підтверджують дослідження, опубліковані «Rutherford» Appleton Laboratories «, два різних небесних тіла не будуть взаємно знищені при гравітаційному тяжінні». СНП Гуптою написані ряд науково-дослідних статей, доповідей і книг по розробці Динамічної моделі Всесвіту, включаючи її додаток до галактик у Всесвіті. відповідно до цієї моделі Всесвіту, остання не має чорних дір. СНП Гупта запропонував Динамічну модель Всесвіту, яка є рішенням задачі N-Body. Ця Динамічна модель Всесвіту вирішує багато питань і проблеми, на які основні принципи космології теорії Великого вибуху не дають відповіді. на підставі цієї Динамічної моделі Всесвіту були вивчені теорії квантової теорії простору-часу, і теорій гравітації. СНП Гупта опублікував ряд наукових статей в галузі космічних досліджень і написав книги з фізики. Канадським центром науки і освіти (Canadian Center of Science and Education) опублікована його наукова стаття «Динамічна модель Всесвіту передбачає реальні траєкторії нових горизонтів для супутника, що летить до Плутона».